# Leopoldina Ross
Pour les articles homonymes, voir Ross.
Leopoldina Ross Davyes, née le 20 juin 1976 à Bissau, est une lutteuse libre amatrice bissaoguinéenne évoluant dans catégorie féminine des poids légers féminin.

## Biographie
Elle remporte la médaille d'or dans la catégorie des moins de 46 kg aux Championnats d'Afrique de lutte 2000, puis représente la Guinée-Bissau aux Jeux olympiques d'été de 2004, où elle est la porte-drapeau de la délégation lors de la cérémonie d'ouverture. Au cours de sa carrière sportive, elle s'est entraînée pour le Wrestling Club of Sportschool à Bissau sous la direction de son entraîneur personnel Alberto Pereira.
Elle se qualifie dans la catégorie féminine de 48 kg aux Jeux olympiques d'été de 2004 à Athènes en terminant 4e des Championnats d'Afrique de lutte 2003 au Caire, en Egypte. Elle subit deux défaites consécutives et aucun point de classement lors d'un match préliminaire contre la Française Angélique Berthenet et la Mongole Tsogtbazaryn Enkhjargal, terminant au treizième rang sur quatorze lutteuses.